# Щириця зелена
{{#ifeq:0|0|{{#if:|{{#if:Amaranthusviridis|[[]}}|}}}}
Щириця зелена (Amaranthus viridis) — вид трав'янистих рослин родини амарантові (Amaranthaceae). Батьківщиною ймовірно є Південна Америка, широко натуралізований і культивований вид. Етимологія: лат. viridis — «зелений».

## Опис
Оголена однорічна рослина, іноді недовговічна багаторічна рослина в тропіках і субтропіках. Стебла випрямлені, прості або з бічними гілками (особливо дистально), 0.2–1 м. Листові пластини ромбічно-яйцеподібні або яйцеподібні, 1–7 × 0.5–5 см; поля цілі, плоскі.
Суцвіття — стрункі колоси, агреговані в подовжені термінальні волоті, також з дистальних пазух, зелені, без листя, принаймні дистально. Маточкові квіти: листочків оцвітини 3, вони вузько еліптичні, обрізано-еліптичні або з заокругленою широкою верхівкою, 1.2-1.7 мм; вершини округлі або майже гострі. Тичинкові квіти непомітні, переважно на кінчиках суцвіть: листочків оцвітини 3, тичинок 3. Насіння чорного або темно-коричневого кольору, діаметром 1 мм, від субкулястої до товсто-сочевицеподібної форми, досить тьмяне.

## Поширення
Походження рослини неясне, можливо Південна Америка. Вид широко натуралізований у тропічних і помірно-теплих районах. Вид також культивується. Населяє поля, залізниці, газони, сади, сміттєві майданчики, інші порушені місця проживання.
В Україні рідкісний заносний вид виявлений в м. Херсоні, населяє забур'янені місця.
2024 набув широкого поширення у північних областях в тому числі Київській області. Заселяє все на круги всі порушені ділянки позбавитись майже неможливо, росте швидко і активно.